# Heinz Edelmann
Heinz Edelmann (20. června 1934 Střekov – 21. července 2009 Stuttgart) byl německý ilustrátor a designer.

## Život
Heinz Edelmann se narodil v roce 1934 ve Střekově (tehdy samostatná obec, dnes součást Ústí nad Labem) do česko-německé rodiny. Otec Wilhelm byl etnický Němec, matka Josefa, rozená Kladivová, byla Češka. Až během druhé světové války se matka přihlásila k německé národnosti. V roce 1940, kdy nastoupil do základní školy, se jeho otec přestěhoval za prací do Drážďan. Matka bydlela u svých rodičů, vyrůstal tak v česko-německém prostředí.
Po válce byla rodina označena jako smíšená, v roce 1946 však byla označena za německou a na základě Benešových dekretů vysídlena. Edelmannovi se usadili v západním Německu. Heinz Edelmann vystudoval v Düsseldorfu grafiku. Poté začal učit užitnou grafiku a maloval kresby pro různě německé časopisy a noviny, také navrhoval obálky knih. Ve svých vzpomínkách uvedl, že jeho výtvarné vnímání mimo jiné ovlivnily reklamy chemických továren v Ústí, které vídával v dětství.
V 60. letech se oženil a s manželkou Anno měli dceru Valentýnu, která se také věnuje výtvarnému umění. Zemřel ve Stuttgartu ve věku 75 let.

## Dílo
Byl velmi známým ilustrátorem, ale jeho nejznámější prací byl animovaný film Yellow Submarine z roku 1968. Výtvarník byl uměleckým šéfem snímku, navrhl do něj všechny postavy včetně legendárních "Brouků". Je jediným českým rodákem, který kdy spolupracoval s Beatles.
Dalším jeho známým dílem byl maskot Curro, kterého vytvořil pro světovou výstavu Expo '92 v Seville.
O výtvarníkovi pojednává kniha Electrical Banana. Kniha, která představuje sedm největších osobností psychedelického umění, zařadila ústeckého rodáka na první místo. Tuto publikaci v roce 2013 věnovala do ústeckého muzea jeho žena.

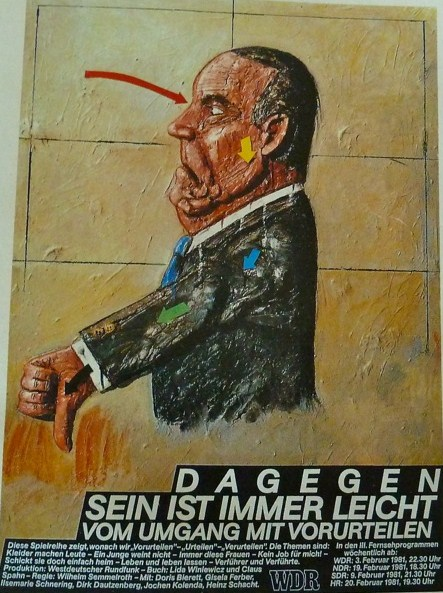
Plakát Heinze Edelmanna (1981)